# Clase Moudge
La Moudge, Mowj o Moj (en persa: موج‎, lit. 'ola') es una clase de fragatas ligeras iraníes de producción nacional. En medios españoles, se ha llegado a llamar a la clase como Jamaran, utilizando el nombre del primer buque de la clase que Irán asignó.

## Historia
Se informó por primera vez que un barco clase Moudge estaba en construcción en 2001. Warship International escribió en 2008 que se estaban construyendo cuatro barcos de esta clase: Mowj (376) botado el 22 de febrero de 2007, Jamaran (377) botado el 28 de noviembre de 2007, así como Azarakhsh (378) y Tondar (379).
Se dice que el primer barco, Jamaran, está terminado y estacionado en el puerto de Bandar Abbás. Damavand es el segundo barco de esta clase. Según OSGEOINT, Damavand se construyó en el taller de fabricación de Shahid Tamjidi Marine Industries (STMI) en el Mar Caspio en Bandar-e Anzali. La fragata fue botada en marzo de 2013.[cita requerida]
Damavand, parte de la Flota Septentrional con acuartelamiento en Bandar-Anzali en el Mar Caspio, encalló en un rompeolas de hormigón en las proximidades de su puerto base el 10 de enero de 2018. Se cree probable que el incidente haya sido producto de un error de navegación, afectado por una fuerte tormenta en la zona, que generó olas de gran altura y poca visibilidad en la zona. Durante el incidente, seis miembros de la tripulación del barco cayeron por la borda. Cuatro de esos miembros de la tripulación fueron rescatados más tarde y los medios de comunicación consideraron desaparecidos a dos. La Armada iraní se negó a confirmar el informe. Se ha publicado poca información en referencia a la causa del encallamiento, con la excepción de declaraciones sobre la altura de las olas y la visibilidad causada por la tormenta en el momento del encallamiento.
Damavand figura actualmente como en servicio activo. Las fotos de 2018 muestran que el casco del barco se rompió cerca de la línea de flotación aproximadamente al comienzo de la cubierta de aviones del barco.
La Armada iraní encargó el Dena una ceremonia celebrada en Bandar Abbás el 14 de junio de 2021.
Las futuras unidades de la clase Modge estarán equipadas con misiles antiaéreos Sayyad-2.
Durante la construcción, la fragata Talaiyeh volcó repentinamente mientras se encontraba en dique seco. Matando a un miembro del personal de la Marina, las autoridades iraníes no han publicado ningún informe oficial.

## Clasificación
Irán clasifica oficialmente estos barcos como destructores, pero esto es rechazado por la mayoría de las armadas a nivel internacional. Alternativamente, también han sido descritos como destructores de escolta.
Las fuentes difieren al especificar el tipo de clase, ya sea como fragata ligera, corbeta o destructor.
Jane's Fighting Ships clasifica la clase como FFG de fragata mientras que el Military Balance del Instituto Internacional de Estudios Estratégicos (IISS), designa los barcos de la clase como FSGM o corbeta.

## Barcos de la clase
| Buque               | N.º de Gallardete | Astillero                       | Puesta de quilla | Botadura                 | Asignado                | Estado                                                                                               |
| ------------------- | ----------------- | ------------------------------- | ---------------- | ------------------------ | ----------------------- | --- |
| Jamaran             | 76                | Factorías navales, Bandar Abbás | 2001 o 2004      | 28 de noviembre de 2007  | 19 de febrero de 2010   | En servicio activo                                                                                   |
| Damavand            | 77                | Shahid Tamjidi, Bandar-e Anzali | 2009             | 28 de noviembre de 2007  | 9 de marzo de 2015      | Naufragado durante una tormenta en el Mar Caspio el 10 de enero de 2018. Reemplazado por el Daylaman |
| Sahand              | 74                | Factorías navales, Bandar Abbás | 2010             | 18 de septiembre de 2012 | 1 de diciembre de 2018  | En servicio activo                                                                                   |
| Dena                | 75                | Shahid Darvishi, Bandar Abbás   | 2012             | 2015                     | 13 de junio de 2021     | En servicio activo                                                                                   |
| Shiraz (ex-Talaieh) | TBA               | Factorías navales, Bandar Abbás | 2013             | 2016                     | Desconocido             | En construcción. Volcado accidentalmente durante la construcción y puesto en reparación.             |
| Taftan              | TBA               | Shahid Darvishi, Bandar Abbás   | 2014             | 2017                     | Desconocido             | En construcción.                                                                                     |
| Daylaman            | 78                | Shahid Tamjidi, Bandar-e Anzali | 2017             | Desconocido              | 27 de noviembre de 2023 | Buque de remplazo del Damavand, en servicio activo.                                                  |